# Petra Mandula
Petra Mandula (née le 17 janvier 1978 à Budapest) est une joueuse de tennis hongroise. Elle commence sa carrière professionnelle sur le circuit WTA en septembre 1993.
Elle atteint le 30e rang mondial en simple le 17 mai 2004 et le 13e en double le 5 mai 2003.
En 2001, alors classée 131e et issue des qualifications, elle joue les quarts de finale à Roland Garros (battue par Kim Clijsters), sa meilleure performance en Grand Chelem.
Sa dernière apparition dans une compétition officielle remonte à Roland Garros en mai 2005.
Elle a gagné 7 tournois en double au cours de sa carrière, le plus souvent associée à Patricia Wartusch.

## Palmarès

### Titres en double dames
| No | Date       | Nom et lieu du tournoi               | Catégorie | Dotation  | Surface      | Partenaire        | Finalistes                          | Score           |          |
| -- | ---------- | ------------------------------------ | --------- | --------- | ------------ | ----------------- | ----------------------------------- | --------------- | -------- |
| 1  | 11-06-2001 | Tournoi de Tachkent Tachkent         | Tier IV   | 140 000 $ | Dur (ext.)   | Patricia Wartusch | Tatiana Perebiynis Tatiana Poutchek | 6-1, 6-4        | Parcours |
| 2  | 10-06-2002 | Wien Energie Grand Prix Vienne       | Tier III  | 170 000 $ | Terre (ext.) | Patricia Wartusch | Barbara Schwartz Jasmin Wöhr        | 6-2, 6-4        | Parcours |
| 3  | 08-07-2002 | GP Princesse Lalla Meryem Casablanca | Tier V    | 110 000 $ | Terre (ext.) | Patricia Wartusch | Gisela Dulko C. Granados            | 6-2, 6-1        | Parcours |
| 4  | 07-04-2003 | Estoril Open Estoril                 | Tier IV   | 140 000 $ | Terre (ext.) | Patricia Wartusch | Maret Ani Emmanuelle Gagliardi      | 6-73, 7-63, 6-2 | Parcours |
| 5  | 14-04-2003 | Tippmix Grand Prix Budapest          | Tier V    | 110 000 $ | Terre (ext.) | Elena Tatarkova   | C. Granados Tatiana Perebiynis      | 6-3, 6-1        | Parcours |
| 6  | 28-04-2003 | Croatian Ladies Open Bol             | Tier III  | 170 000 $ | Terre (ext.) | Patricia Wartusch | Emmanuelle Gagliardi Patty Schnyder | 6-3, 6-2        | Parcours |
| 7  | 26-04-2004 | Tippmix Grand Prix Budapest          | Tier V    | 110 000 $ | Terre (ext.) | Barbara Schett    | Virág Németh Ágnes Szávay           | 6-3, 6-2        | Parcours |

### Finales en double dames
| No | Date       | Nom et lieu du tournoi            | Catégorie | Dotation  | Surface      | Vainqueures                         | Partenaire        | Score    |          |
| -- | ---------- | --------------------------------- | --------- | --------- | ------------ | ----------------------------------- | ----------------- | -------- | -------- |
| 1  | 07-02-2000 | Copa Colsanitas Bogota            | Tier IVa  | 140 000 $ | Terre (ext.) | Laura Montalvo Paola Suárez         | Rita Kuti-Kis     | 6-4, 6-2 | Parcours |
| 2  | 23-10-2000 | Eurotel Slovak Indoors Bratislava | Tier IVb  | 110 000 $ | Dur (int.)   | Karina Habšudová Daniela Hantuchová | Patricia Wartusch | Forfait  | Parcours |
| 3  | 16-09-2002 | Toyota Princess Cup Tokyo         | Tier II   | 585 000 $ | Dur (ext.)   | Svetlana Kuznetsova Arantxa Sánchez | Patricia Wartusch | 6-2, 6-4 | Parcours |
| 4  | 24-02-2003 | Abierto Mexicano Pegaso Acapulco  | Tier III  | 170 000 $ | Terre (ext.) | Émilie Loit Åsa Svensson            | Patricia Wartusch | 6-3, 6-1 | Parcours |

## Parcours en Grand Chelem

### En simple dames
| Année | Open d'Australie | Open d'Australie    | Internationaux de France | Internationaux de France | Wimbledon       | Wimbledon           | US Open         | US Open             |
| ----- | ---------------- | ------------------- | ------------------------ | ------------------------ | --------------- | ------------------- | --------------- | ------------------- |
| 2000  | 1er tour (1/64)  | Sandrine Testud     | 2e tour (1/32)           | Fabiola Zuluaga          | 1er tour (1/64) | Anna Smashnova      | 1er tour (1/64) | M. A. Sánchez       |
| 2001  | -                | -                   | 1/4 de finale            | Kim Clijsters            | 2e tour (1/32)  | Nathalie Tauziat    | 1er tour (1/64) | Arantxa Sánchez     |
| 2002  | 2e tour (1/32)   | Tamarine Tanasugarn | 1er tour (1/64)          | Barbara Rittner          | 1er tour (1/64) | Francesca Schiavone | 2e tour (1/32)  | Lindsay Davenport   |
| 2003  | 2e tour (1/32)   | Kim Clijsters       | 4e tour (1/8)            | Chanda Rubin             | 2e tour (1/32)  | Iroda Tulyaganova   | 2e tour (1/32)  | Svetlana Kuznetsova |
| 2004  | 3e tour (1/16)   | Anikó Kapros        | 2e tour (1/32)           | Denisa Chládková         | 1er tour (1/64) | Nuria Llagostera    | 1er tour (1/64) | Venus Williams      |
| 2005  | 2e tour (1/32)   | Sania Mirza         | 1er tour (1/64)          | Anabel Medina            | -               | -                   | -               | -                   |

À droite du résultat, l’ultime adversaire.

### En double dames
| Année | Open d'Australie            | Open d'Australie           | Internationaux de France     | Internationaux de France   | Wimbledon                   | Wimbledon                 | US Open                     | US Open                    |
| ----- | --------------------------- | -------------------------- | ---------------------------- | -------------------------- | --------------------------- | ------------------------- | --------------------------- | -------------------------- |
| 2001  | 3e tour (1/8) P. Wartusch   | L. Davenport C. Morariu    | 2e tour (1/16) P. Wartusch   | Lisa Raymond Rennae Stubbs | 1er tour (1/32) P. Wartusch | Iva Majoli H. Nagyová     | 2e tour (1/16) P. Wartusch  | Lisa Raymond Rennae Stubbs |
| 2002  | 1er tour (1/32) P. Wartusch | Nicole Arendt Liezel Huber | 1/4 de finale P. Wartusch    | Rika Fujiwara Ai Sugiyama  | 1er tour (1/32) P. Wartusch | J. Capriati D. Hantuchová | 1er tour (1/32) P. Wartusch | Kim Grant A. Spears        |
| 2003  | 1/2 finale E. Gagliardi     | V. Ruano Paola Suárez      | 3e tour (1/8) P. Wartusch    | N. Dechy Émilie Loit       | 1/4 de finale P. Wartusch   | V. Ruano Paola Suárez     | 3e tour (1/8) P. Wartusch   | Liezel Huber M. Maleeva    |
| 2004  | 3e tour (1/8) P. Wartusch   | María Vento A. Widjaja     | 1er tour (1/32) E. Tatarkova | M. Camerin Alina Jidkova   | 3e tour (1/8) Els Callens   | Nadia Petrova Shaughnessy | 1er tour (1/32) Els Callens | Jill Craybas Weingärtner   |
| 2005  | 1er tour (1/32) Z. Gubacsi  | T. Musgrave C. Wheeler     | -                            | -                          | -                           | -                         | -                           | -                          |

Sous le résultat, la partenaire ; à droite, l’ultime équipe adverse.

### En double mixte
| Année | Open d'Australie         | Open d'Australie           | Internationaux de France | Internationaux de France    | Wimbledon                 | Wimbledon                 | US Open                     | US Open                  |
| ----- | ------------------------ | -------------------------- | ------------------------ | --------------------------- | ------------------------- | ------------------------- | --------------------------- | ------------------------ |
| 2002  | -                        | -                          | -                        | -                           | -                         | -                         | 1/4 de finale Amir Hadad    | C. Morariu J. Gimelstob  |
| 2003  | -                        | -                          | 2e tour (1/8) G. Oliver  | Cara Black Wayne Black      | 1er tour (1/32) G. Oliver | Els Callens Robbie Koenig | 1er tour (1/16) G. Oliver   | Paola Suárez M. Bhupathi |
| 2004  | 1er tour (1/16) Andy Ram | Lisa Raymond Kevin Ullyett | 1/4 de finale Andy Ram   | D. Hantuchová T. Woodbridge | -                         | -                         | 1er tour (1/16) Paul Hanley | Lisa Raymond M. Bhupathi |

Sous le résultat, le partenaire ; à droite, l’ultime équipe adverse.

## Parcours aux Jeux olympiques

### En simple dames
| # | Date       | Nom de l'olympiade           | Surface    | Résultat        | Ultime adversaire | Score    |          |
| - | ---------- | ---------------------------- | ---------- | --------------- | ----------------- | -------- | -------- |
| 1 | 19/09/2000 | Olympic Games Sydney         | Dur (ext.) | 1er tour (1/32) | Conchita Martínez | 6-1, 6-0 | Parcours |
| 2 | 15/08/2004 | Olympic Tennis Event Athènes | Dur (ext.) | 1er tour (1/32) | Patty Schnyder    | 6-3, 6-4 | Parcours |

### En double dames
| # | Date       | Nom de l'olympiade           | Surface    | Résultat        | Partenaire     | Ultimes adversaires                      | Score    |          |
| - | ---------- | ---------------------------- | ---------- | --------------- | -------------- | ---------------------------------------- | -------- | -------- |
| 1 | 19/09/2000 | Olympic Games Sydney         | Dur (ext.) | 1/4 de finale   | Katalin Marosi | Olga Barabanschikova Natasha Zvereva     | 6-3, 7-5 | Parcours |
| 2 | 15/08/2004 | Olympic Tennis Event Athènes | Dur (ext.) | 1er tour (1/16) | Kyra Nagy      | Conchita Martínez Virginia Ruano Pascual | 6-4, 6-0 | Parcours |

## Parcours en Fed Cup
| #                                                               | Date       | Lieu          | Surface      | Gagnante(s)                  | Perdante(s)                          | Score         |          |
|                                                                 |            |               |              |                              |                                      |               |          |
| 2001 - 1er tour (groupe mondial) - Slovaquie - Hongrie - 4 : 1  |            |               |              |                              |                                      |               |          |
| 1                                                               | 28/04/2001 | Bratislava    | Terre (ext.) | Daniela Hantuchová           | Petra Mandula                        | 6-3, 6-4      | Parcours |
| 1                                                               | 28/04/2001 | Bratislava    | Terre (ext.) | Anikó Kapros Petra Mandula   | Karina Habšudová Daniela Hantuchová  | 6-2, 5-7, 7-5 | Parcours |
|                                                                 |            |               |              |                              |                                      |               |          |
| 2001 - Barrage (groupe mondial I) - Hongrie - Israël - 3 : 0    |            |               |              |                              |                                      |               |          |
| 2                                                               | 21/07/2001 |               | Terre (ext.) | Petra Mandula                | Tzipora Obziler                      | 6-2, 1-6, 6-4 | Parcours |
| 2                                                               | 21/07/2001 | Petra Mandula | Terre (ext.) | Anna Smashnova               | 6-3, 4-6, 6-1                        |               | Parcours |
|                                                                 |            |               |              |                              |                                      |               |          |
| 2002 - Barrage (groupe mondial I) - Hongrie - Argentine - 0 : 5 |            |               |              |                              |                                      |               |          |
| 3                                                               | 20/07/2002 | Budapest      | Terre (ext.) | Mariana Díaz-Oliva           | Petra Mandula                        | 7-5, 6-2      | Parcours |
| 3                                                               | 20/07/2002 | Budapest      | Terre (ext.) | Clarisa Fernández            | Petra Mandula                        | 7-5, 2-6, 6-4 | Parcours |
|                                                                 |            |               |              |                              |                                      |               |          |
| 2003 - Barrage (groupe mondial I) - Argentine - Hongrie - 3 : 2 |            |               |              |                              |                                      |               |          |
| 4                                                               | 19/07/2003 | Pilar         | Terre (ext.) | Petra Mandula                | Natalia Gussoni                      | 6-3, 6-4      | Parcours |
| 4                                                               | 19/07/2003 | Pilar         | Terre (ext.) | Clarisa Fernández            | Petra Mandula                        | 6-2, 7-5      | Parcours |
| 4                                                               | 19/07/2003 | Pilar         | Terre (ext.) | Petra Mandula Katalin Marosi | Natalia Gussoni María Emilia Salerni | 7-64, 6-2     | Parcours |

## Classements WTA en fin de saison

### En simple
| Année | 1993 | 1994 | 1995 | 1996 | 1997 | 1998 | 1999 | 2000 | 2001 | 2002 | 2003 | 2004 | 2005 |
| Rang  | 614  | 389  | 414  | 229  | 259  | 184  | 104  | 158  | 62   | 90   | 40   | 81   | 277  |

Source : (en) « Classements de Petra Mandula », sur le site officiel du WTA Tour

### En double
| Année | 1994 | 1995 | 1996 | 1997 | 1998 | 1999 | 2000 | 2001 | 2002 | 2003 | 2004 |
| Rang  | 319  | 330  | 722  | 290  | 368  | 181  | 81   | 65   | 40   | 16   | 41   |

Source : (en) « Classements de Petra Mandula », sur le site officiel du WTA Tour